# Tammy Blanchard
Tammy Blanchard (née le 14 décembre 1976  à  Bayonne dans l'État du New Jersey aux États-Unis) est une actrice américaine. 

## Théâtre
- 2003 - 2004 : Gypsy: A Musical Fable : Louise/Gypsy (Broadway)
- 2011 - 2012 : How to Succeed in Business Without Really Trying : Hedy LaRue (Broadway)
- 2015 - 2016 : Dada Woof Papa Hot : Julia (Off-Broadway)
- 2018 : Le marchand de glace est passé : Cora (Broadway)
- 2019 - 2020 : Little Shop of Horrors : Audrey (Off-Broadway)

## Filmographie  sélective

### Cinéma
- 2002 : Harvard à tout prix de Bruce McCulloch : Noreen Plummer
- 2006 : Bella de Alejandro Monteverde : Nina
- 2006 : Raisons d'État de Robert De Niro : Laura, amour de jeunesse d'Edward Wilson
- 2008 : The Ramen Girl de Robert Allan Ackerman : Gretchan
- 2008 : Cadillac Records de Darnell Martin : Isabelle Allen
- 2009 : Deadline de Sean McConville : Rebecca
- 2010 : Rabbit Hole de John Cameron Mitchell : Izzy, la sœur de Becca
- 2011 : The Music Never Stopped de Jim Kohlberg : Tamara
- 2011 : Le Stratège de Bennett Miller : Elizabeth Hatteberg
- 2011 : Union Square de Nancy Savoca : Jenny
- 2011 : Certainty de Peter Askin : Melissa
- 2013 : Se brûler les ailes (Burning Blue) de D. M. W. Greer : Susan Stephensen
- 2013 : Blue Jasmine de Woody Allen : Jane
- 2013 : La vida inesperada de Jorge Torregrossa : Jojo
- 2014 : Into the Woods de Rob Marshall : Florinda
- 2015 : The Inherited de Devon Gummersall : Wendy Danver
- 2015 : The Invitation de Karyn Kusama :  Eden
- 2016 : Tallulah de Sian Heder : Carolyn
- 2018 : L'Internat (Boarding School) de Boaz Yakin : Mrs. Sherman
- 2019 : L'Extraordinaire Mr. Rogers (A Beautiful Day in the Neighborhood) de Marielle Heller : Lorraine
- 2020 : Rifkin's Festival de Woody Allen : Doris

### Télévision

#### Séries télévisées
- 1998 - 2000 : Haine et Passion : 43 épisodes : Drew Jacobs
- 2001 : New York, unité spéciale (saison 2, épisode 10) : Kelly D'Leah
- 2002 : New York, section criminelle (saison 2, épisode 7) : Sarah Eldon
- 2010 : New York, police judiciaire (saison 20, épisode 18) : Dana Silva
- 2010 : The Good Wife :  Les Corps Etrangers (saison 2 épisode 1) : Petra Long
- 2012 : A Gifted Man  : Les Raisons du cœur (saison 1 épisode 16) : Louise Mitchell
- 2012 : The Big C : Droit au bonheur (saison 3 épisode 6) : Giselle
- 2012 : The Big C : Charité bien ordonnée (saison 3 épisode 7) : Giselle
- 2012 : The Big C : Interruption volontaire de grossesse  (saison 3 épisode 8) : Giselle
- 2014 : Madam Secretary :  Top secret (saison 1 épisode 8) : Claire Ionesco
- 2015 : Elementary  : Départ précipité (saison 3 épisode 11) : Violet de Merville
- 2016 : Bull  : Quoi de neuf docteur ? (saison 1 épisode 1) : Adele Bensimon
- 2017 : Billions  : Melanie
  - Le Naira (saison 2 épisode 5)
  - Le faiseur de Rois (saison 2 épisode 8)
- 2017 : Blue Bloods  : Abus de pouvoir (saison 7 épisode 20) : Valerie Madigan
- 2017 : Daytime Divas (5 épisodes) : Sheree Ainsley, mère de Kibby
- 2019 : Dare Me : Lana Cassidy

### Téléfilm
- 2001 : Judy Garland, la vie d'une étoile de Robert Allan Ackerman : Judy Garland , jeune
- 2002 : Une famille déchirée de Peter Werner : Marianne Mulvaney
- 2004 : Deux anges dans la ville de Andy Wolk : Sally Reid
- 2007 : Sybil de Joseph Sargent : Sybil Dorset
- 2008 : Un combat pour la vie de Dan Ireland  : Nicole Wilson
- 2009 : Empire State de Jeremy Podeswa : Beth Cochrane
- 2010 : L'Impossible Pardon de Gregg Champion : Amy Roberts
- 2012 : Une sœur aux deux visages de Jim O'Hanlon : Elizabeth « Baby » Davis
- 2014 : Hoke de Scott Frank : Loretta Hickey

## Distinctions
- 2001 : Primetime Emmy Award de la meilleure actrice dans un second rôle dans une mini-série ou un téléfilm pour Judy Garland, la vie d'une étoile
- 2003 : Theatre World Award, pour Gypsy[1]

### Nominations
- 2021 : Grammy Award du meilleur album de comédie musicale, pour Little Shop of Horrors[2]